# Monument national de Cascade-Siskiyou
Le monument national de Cascade-Siskiyou (en anglais, Cascade-Siskiyou National Monument) est un monument national américain, qui s'étend sur 460 km² dans les monts Siskiyou, dans le sud-ouest de l'Oregon. Cette aire est créée par le président Bill Clinton en 2000 sur 270 km², puis agrandie de 190 km² par le président Barack Obama le 12 janvier 2017. 

## Histoire
Les Amérindiens sont connus par des excavations archéologiques pour avoir habité cette région durant mille ans. Une centaine d'habitations des tribus (Modoc, Klamath et Shasta notamment) ont ainsi été découvertes. Dans les années 1880, des colons blancs s'installent dans la zone, lesquels tachèrent la région de cabanes minières.

## Description
Le monument national de Cascade-Siskiyou a l'un des plus divers écosystèmes de la chaîne des Cascades. 200 espèces d'oiseaux sont connues pour vivre dans cet espace, dont quelques-unes sont des espèces menacées telle la chouette lapone ou encore le faucon pèlerin.
On y retrouve par exemple le Pilot Rock, qui est un goulot volcanique ou l'intérieur d'un volcan inactif, formé de façon similaire au Devils Tower National Monument de l'État du Wyoming, ainsi que les Soda Mountains.
Le Pacific Crest Trail traverse cet espace. Il y a une tour d'observation d'incendie, au pic des montagnes Soda, construite en 1962, qui remplace la structure d'origine qui date de 1933.
Bien que le sommet de cette dernière soit le lieu d'émission et de relais de douzaines de télévisions et radios, la vue des alentours depuis la tour d'observation n'est pas obstruée.
Depuis cette dernière, on peut observer le mont Shasta, le mont Ashland, le mont McLoughlin, et par beau temps, une partie du parc national de Crater Lake.

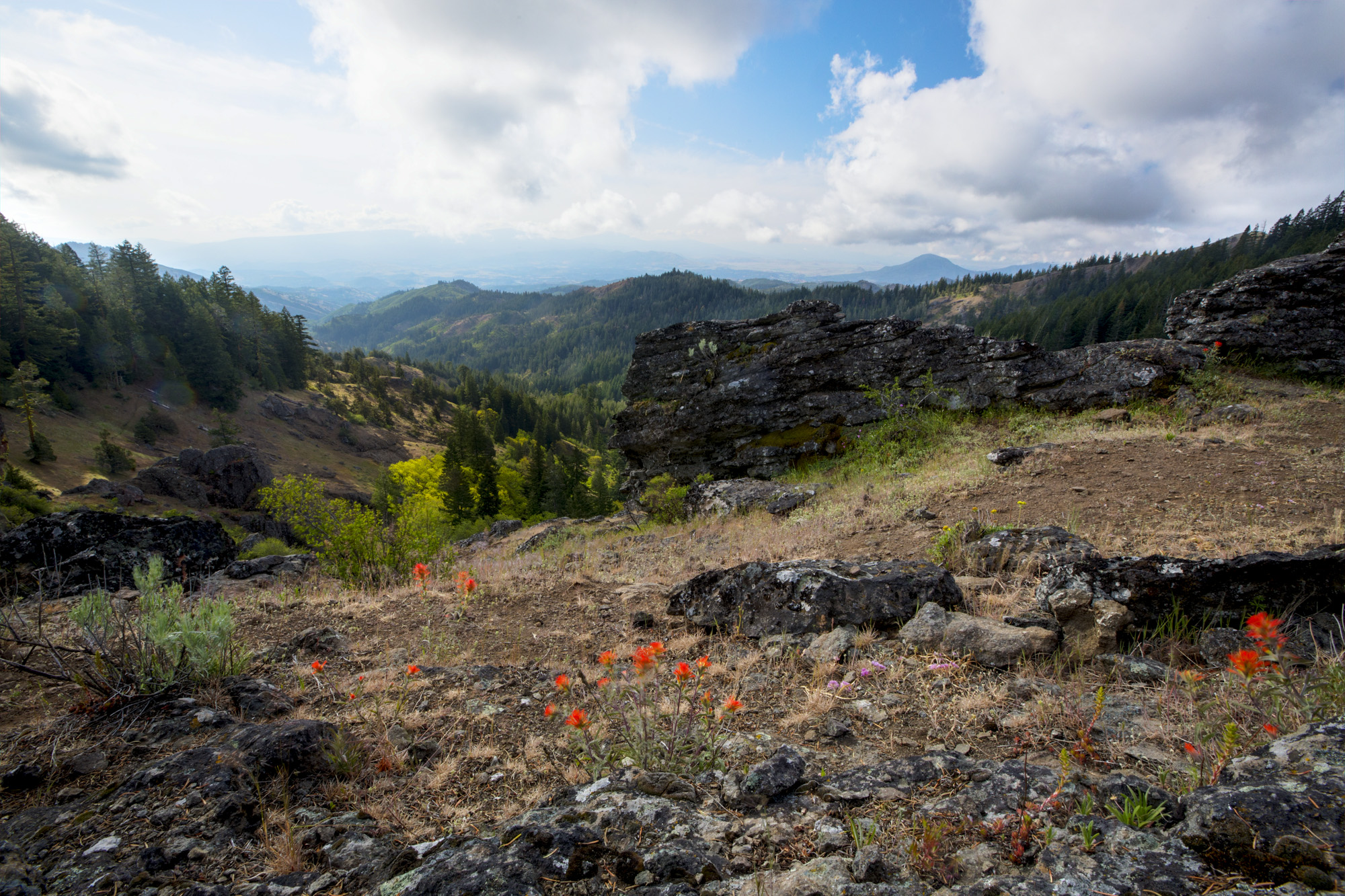
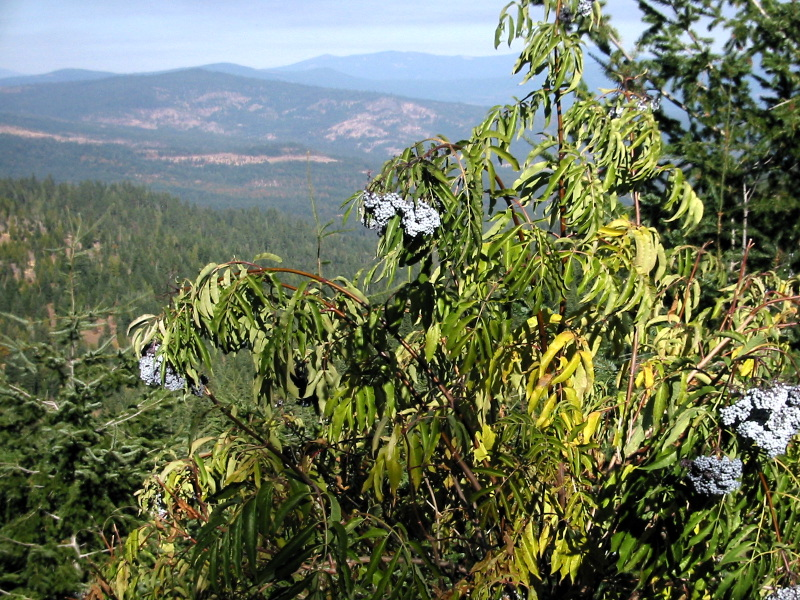
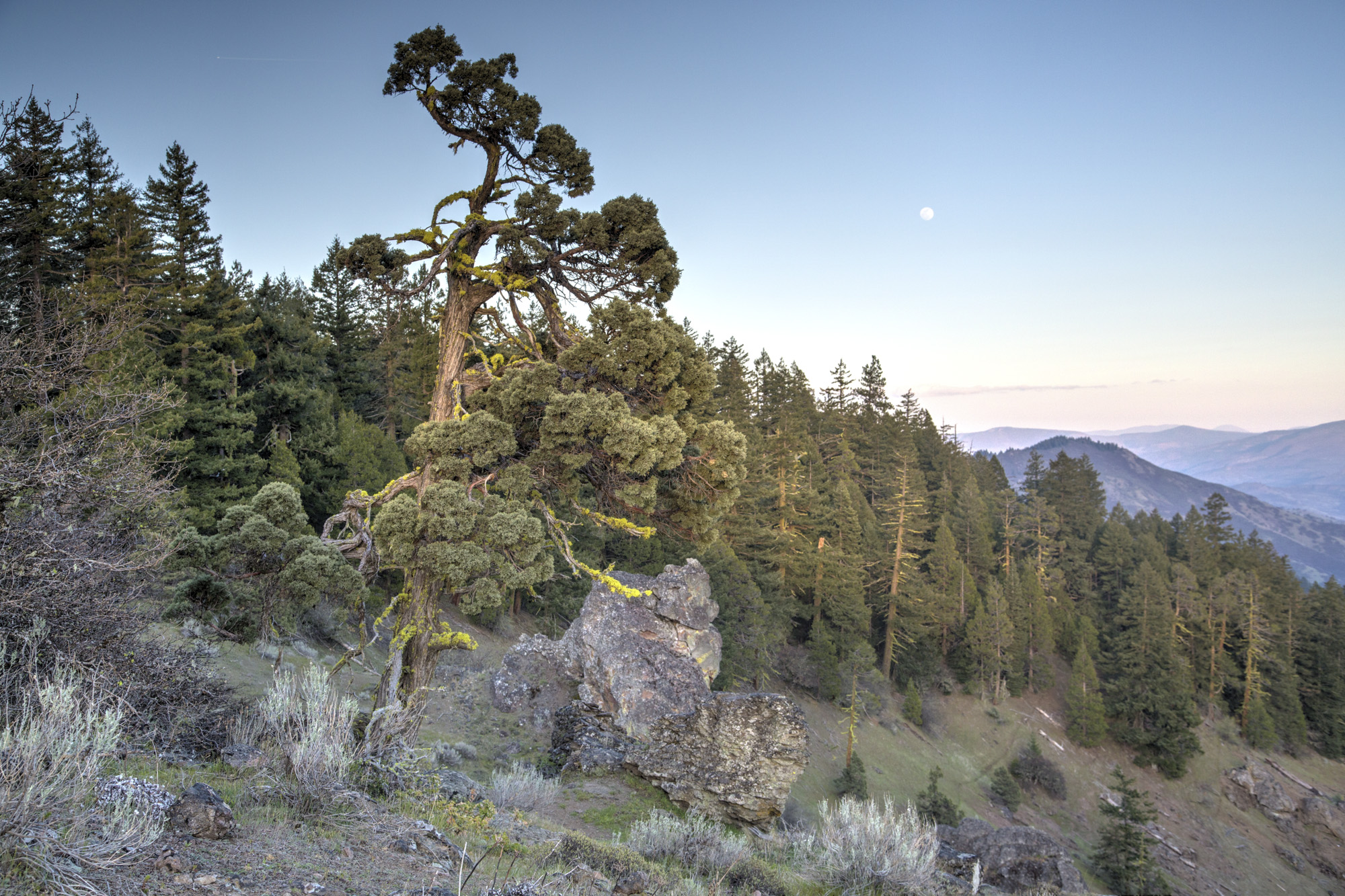
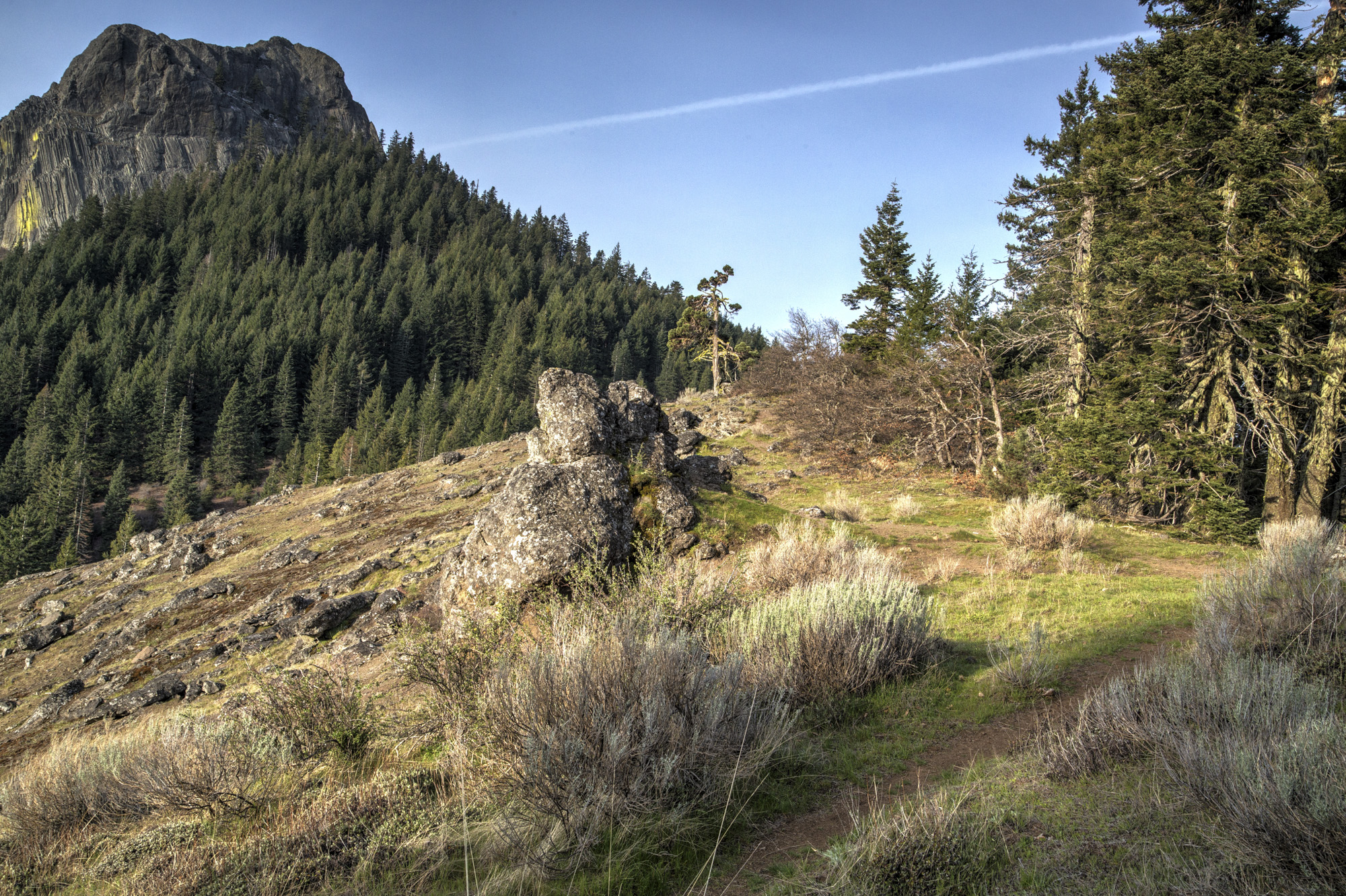
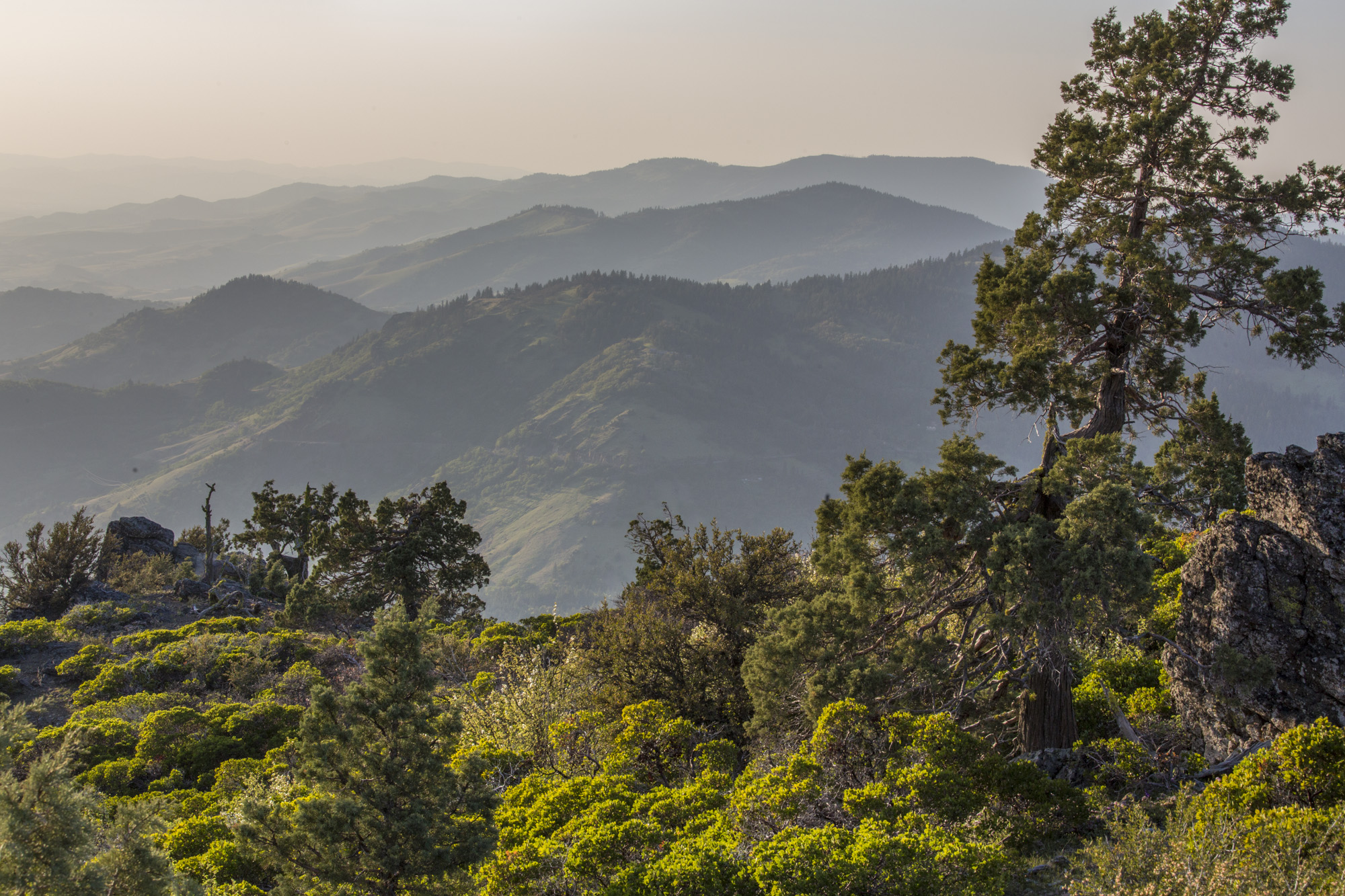
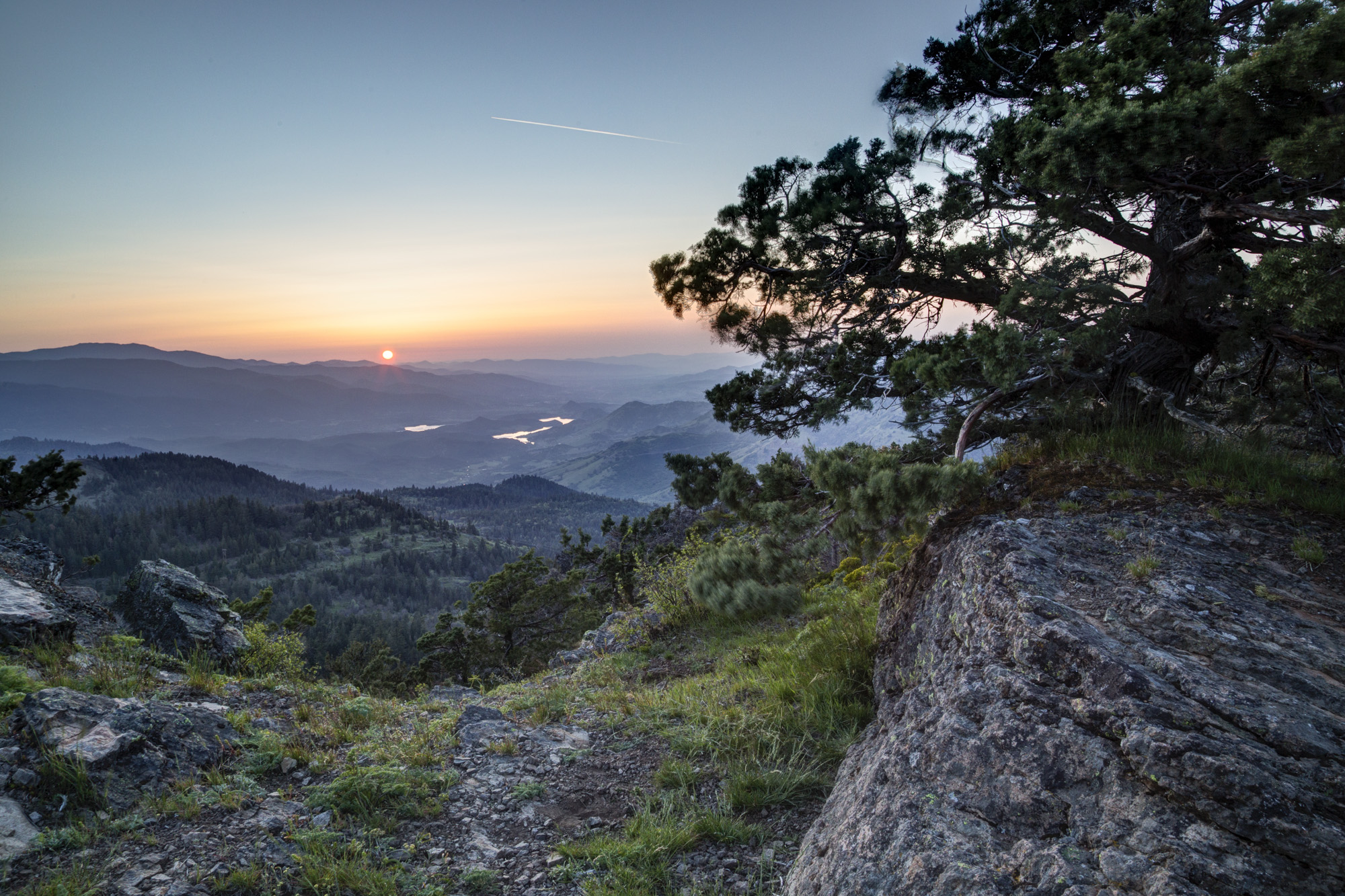
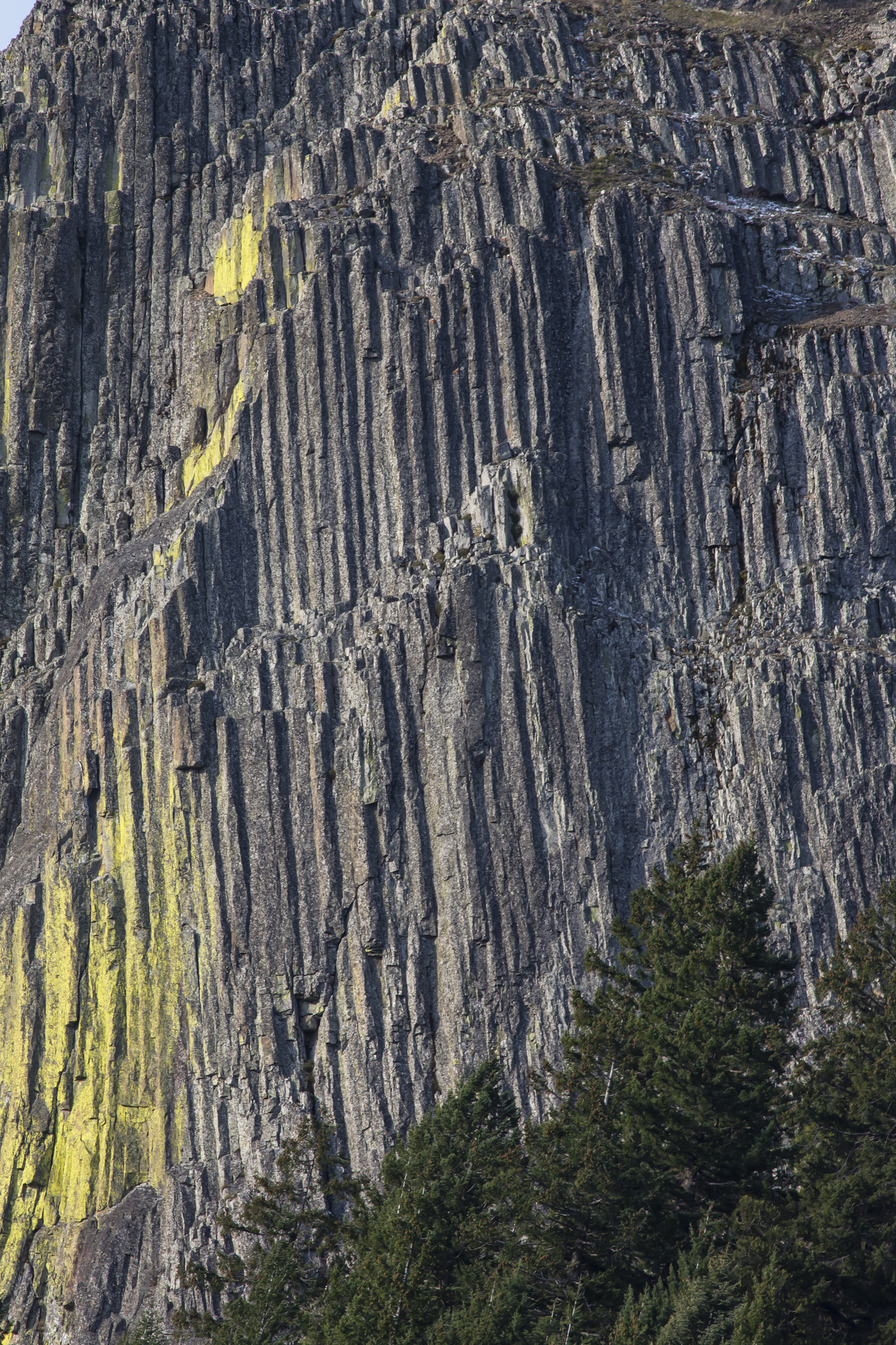
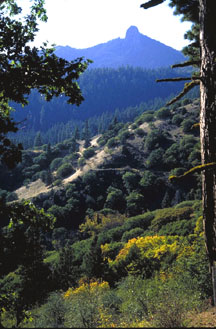